# Oradiwka
Oradiwka (ukr. Орадівка, pol. Oradówka) – wieś na Ukrainie, w obwodzie czerkaskim, w rejonie humańskim.